# Friidrottslandskamp

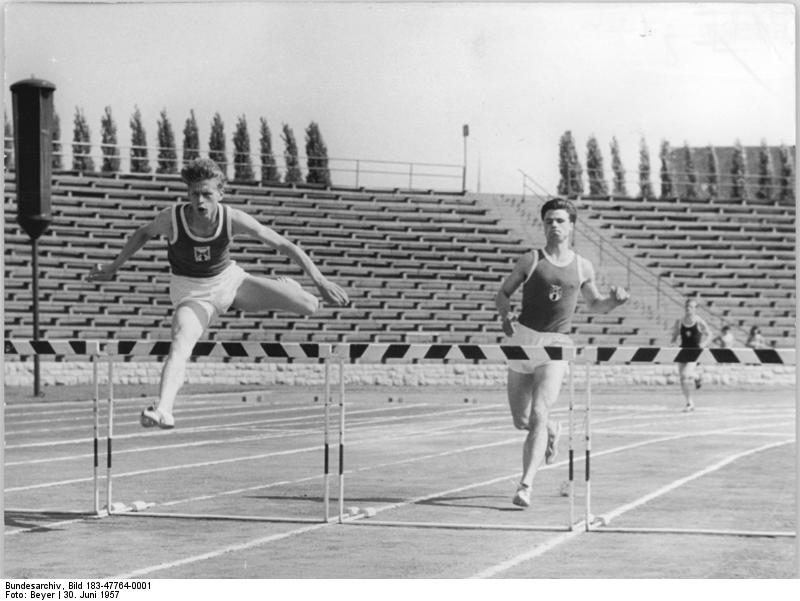
Friidrottslandskamp mellan Östtyskland och Rumänien i Östberlin 1957.

Friidrottslandskamp kallas det då man tävlar i landskamp i friidrott. Oftast tävlar två länder, men ibland deltar fler. Friidrott bygger i grunden på individuella tävlingar, stafett undantaget, men vid friidrottslandskamper lägger man samman de tävlande ländernas resultat i de olika grenarna och ger länderna poäng. Det land som får flest poäng efter alla moment vinner friidrottslandskampen. Friidrottslandskamper var tidigare vanliga, och under 1960-talet möttes ibland Sovjetunionen och USA som båda hade starka trupper med friidrottare i världstopp. I slutet av 1980-talet blev det vanligare med internationella friidrottsgalor, vilka ofta ersatte landskamperna. Numera är den årliga landskampen mellan Finland och Sverige världens enda kvarlevande A-landskamp i friidrott.

### Fotnoter
1. ↑  ”Finnkampen”. Arkiverad från originalet den 11 augusti 2010. https://web.archive.org/web/20100811123913/http://www.finnkampen.se/Historik.aspx. Läst 4 september 2011.